# Station Vervins
Station Vervins is een spoorwegstation in de Franse gemeente Vervins.

## Foto's

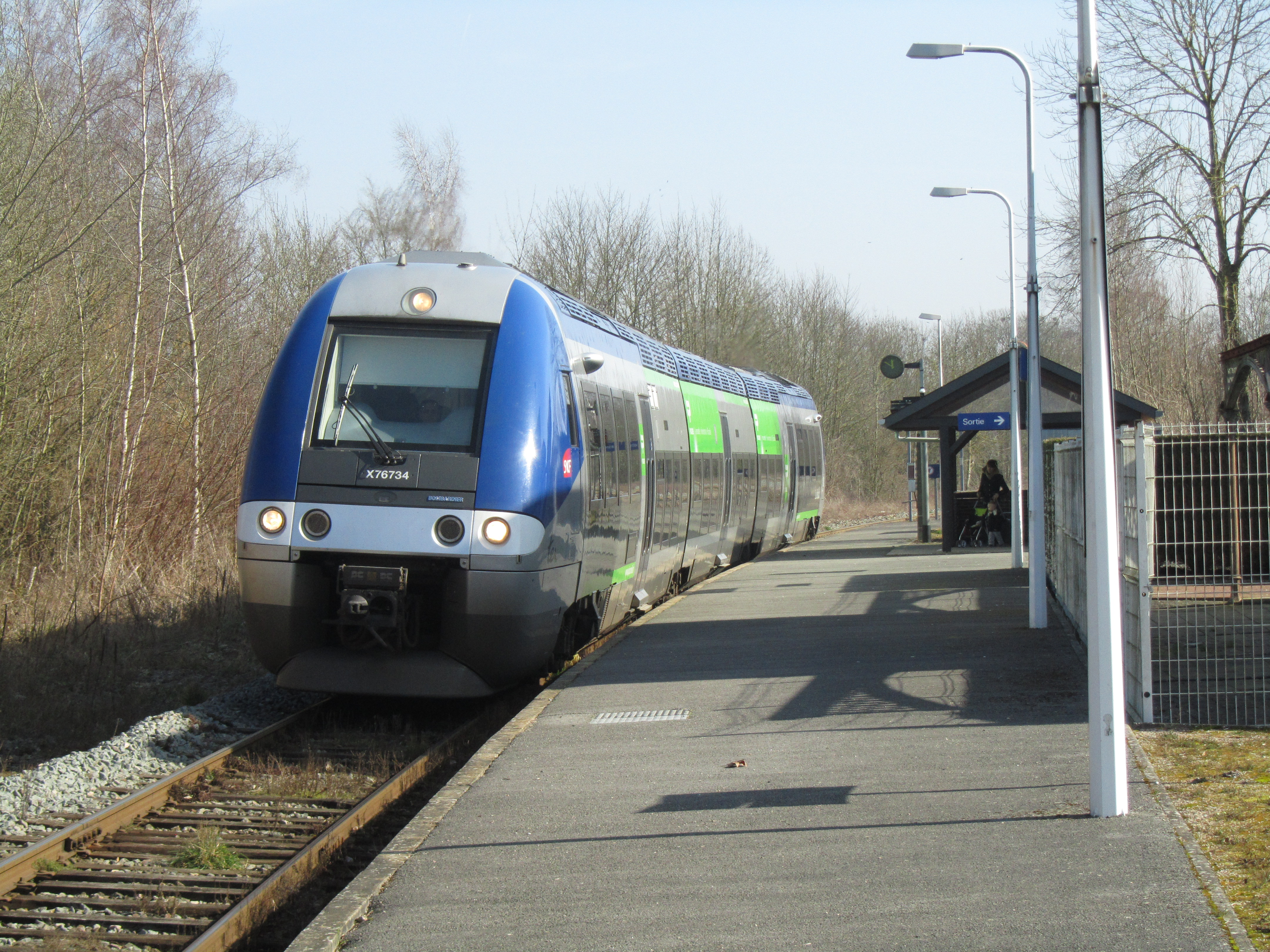